# Omar Simmonds Pea
Omar Simmonds Pea (ur. 15 sierpnia 1981 w Panamie) – panamski judoka. Reprezentował Panamę na Letnich Igrzyskach Olimpijskich 2012. Wicemistrz igrzysk Ameryki Środkowej w 2013 i mistrzostw Ameryki Środkowej w 2010. Uczestnik mistrzostw świata w 2010 i 2011 roku.

## Letnie Igrzyska Olimpijskie 2012
Jedynym panamskim judoką był przedstawiciel Omar Simmonds Pea. Najlepsi awansowali dzięki zajmowanej przez nich pozycji w rankingu (Simmonds Pea był sklasyfikowany w rankingu na 215. miejscu, tak więc nie mógł się zakwalifikować w ten sposób). Jednym z turniejów kwalifikacyjnych do igrzysk w Londynie były rozgrywane tego samego roku zawody pucharu świata w Amerykańskim mieście Miami. Simmonds Pea zajął w nich piąte miejsce, jednak z tych mistrzostw tylko dwóch judoków zdołało się zakwalifikować do igrzysk – Reginald de Windt z Curaçao oraz wspomniany Simmonds Pea.
W Londynie startował w kategorii wagowej do 81 kilogramów. Zmagania zaczął od drugie rundy, czyli od 1/16 finału. Zawody tej rundy rozpoczęły się we wtorek 31 lipca. Simmonds Pea stanął do pojedynku w piętnastym pojedynku. Jego przeciwnikiem był reprezentant Belgii, Joachim Bottieau, z którym przegrał 1100-0001 odpadając tym samym z rywalizacji o medale. W tej konkurencji zwyciężył Koreańczyk Kim Jae-bum. De Windt został sklasyfikowany na 17. pozycji ex aequo z zawodnikami, którzy odpadli w tej samej rundzie.
| Igrzyska    | Konkurencja | 1/32             | 1/16                         | 1/8              | Ćwierćfinał      | Półfinał         | Repesaże         | O 3. miejsce     | Finał            | Finał   |
| Igrzyska    | Konkurencja | Przeciwnik Wynik | Przeciwnik Wynik             | Przeciwnik Wynik | Przeciwnik Wynik | Przeciwnik Wynik | Przeciwnik Wynik | Przeciwnik Wynik | Przeciwnik Wynik | Pozycja |
| ----------- | ----------- | ---------------- | ---------------------------- | ---------------- | ---------------- | ---------------- | ---------------- | ---------------- | ---------------- | ------- |
| Londyn 2012 | - 81 kg     | BYE              | Joachim Bottieau P 1100-0001 | NQ               | NQ               | NQ               | NQ               | NQ               | NQ               | 17.     |